# L'albero di Adamo
L'albero di Adamo è un film del 1936 diretto da Mario Bonnard tratto dalla commedia Il successo di Alfredo Testoni

## Critica
Sulla rivista Cinema del 10 dicembre 1936: "Si tratta di un animato imbroglio, in una città di provincia, nato tra un duca italiano, reduce dall'America, dove ha riguadagnato il patrimonio degli avi e sposato una donna di quei paesi, e un giovane medico di provincia, afflitto da una moglie gelosa. Le circostanze più singolari portano questo mediconzolo ad esser ricevuto in casa dei duchi e ad essere persino sospettato, ma a torto, d'esser l'amante della duchessa. Tutto naturalmente si accomoda, secondo le esigenze della morale e per la migliore fortuna dei giovani che si amano. È un film gaio e sentimentale, costruito secondo una formula molto accreditata. Al commediografo famoso, ai riduttori, al regista, si aggiungono, come se non bastasse, i nomi di otto dei più noti e stimati attori di prosa, una sorta di polizza d'assicurazione contro gli insuccessi".